# Кряжев, Пётр Ефимович
Пётр Ефи́мович Кря́жев (1914—1993) — советский философ и социолог, специалист по социальной философии. Доктор философских наук (1969), профессор. Ректор Коломенского педагогического института (1970–1985).

## Биография
В 1950 году в Московском государственном экономическом институте защитил диссертацию на соискание учёной степени кандидата философских наук по теме «Ленин и Сталин о роли вождей в революционной борьбе пролетариата».
В 1961–1970 годах — доцент и заведующий кафедрой марксизма-ленинизма, затем кафедры истории КПСС и философии Красноярского института цветных металлов и золота имени М. И. Калинина.
В 1969 году в Объединённом учёном совете по историко-филологическим и философским наукам Сибирского отделения АН СССР защитил диссертацию на соискание учёной степени доктора философских наук по теме «Социологические проблемы личности».
В 1970–1985 годах — ректор Коломенского педагогического института.

## Научные труды
- Кряжев П. Е. Общество и личность. — М.: Госполитиздат, 1961. — 94 с.
- Кряжев П. Е. Коллектив как форма единства социалистического общества и личности // Некоторые вопросы формирования личности. — Красноярск, 1962.
- Кряжев П. Е. За научную постановку воспитательной работы в вузе: (Некоторые методол. вопросы): Тезисы доклада на Методологическом семинаре при промышленном крайкоме КПСС. — Красноярск: Красноярский институт цветный металлов имени М. И. Калинина, 1964. — 66 с.
- Кряжев П. Е. О диалектике общения и обособления личности в обществе. Диалектика материальной и духовной жизни общества в период строительства коммунизма. — М.: Наука, 1966. — С. 152-162.
- Кряжев П. Е. Некоторые социологические вопросы формирования личности. Вопросы философии. — 1966. — № 7. — С. 13-24
- Кряжев П. Е. Формирование личности как социальный процесс. // Личность при социализме. — М.: Наука, 1968. — С. 35-51.
- Кряжев П. Е. Социологические проблемы личности: Лекции по спецкурсу / М-во просвещения РСФСР. — М.: Московский областной педагогический институт имени Н. К. Крупской. Коломенский педагогический институт, 1971. — 167 с.